# Linda Kelsey
Linda Kelsey (* 28. Juli 1946 in Minneapolis, Minnesota) ist eine US-amerikanische Schauspielerin.

## Leben
Kelsey begann ihre Karriere Anfang der 1970er Jahre. Ihr Filmdebüt hatte sie im Fernsehfilm The Picture of Dorian Gray, der auf dem gleichnamigen Roman von Oscar Wilde basierte und hatte in der Folge Gastrollen in Fernsehserien wie Detektiv Rockford – Anruf genügt,  M*A*S*H  und Starsky & Hutch.
Bekanntheit beim US-amerikanischen Fernsehpublikum erlangte sie ab 1977 durch ihre Rolle der Billie Newman in der Fernsehserie Lou Grant, die sie bis 1982 in 111 Episoden spielte. Für ihre Darstellung wurde sie fünf Jahre hintereinander für den Emmy nominiert, den sie jedoch nie erhielt. Sie war auch drei Mal in Folge für den Golden Globe nominiert und konnte den Preis einmal gewinnen. Nachdem die Serie abgesetzt worden war, konnte sie an ihren Erfolg nicht anschließen und spielte mehrere Jahre nur kleinere Rollen in Fernsehproduktionen.
Zwischen 1988 und 1989 spielte sie in 33 Folgen die Hauptrolle in der Sitcom Day by Day, diese wurde jedoch nach der zweiten Staffel eingestellt.
Kelsey ist in zweiter Ehe mit Glenn Strand verheiratet, mit dem sie auch zwei Kinder hat.

## Filmografie (Auswahl)

### Fernsehen
- 1973: The Picture of Dorian Gray (Fernsehfilm)
- 1974: Detektiv Rockford – Anruf genügt (The Rockford Files, Fernsehserie, 1 Folge)
- 1974: Barnaby Jones
- 1976: Starsky & Hutch (Starsky and Hutch)
- 1976–1978: M*A*S*H (Fernsehserie, 2 Folgen)
- 1977: Die Straßen von San Francisco (The Streets of San Francisco)
- 1977: Quincy (Quincy M.E.)
- 1977–1982: Lou Grant (Fernsehserie, 111 Folgen)
- 1985: Chefarzt Dr. Westphall  (Fernsehserie, 1 Folge)
- 1985–1996: Mord ist ihr Hobby (Murder, She Wrote, Fernsehserie, 3 Folgen)
- 1987: Baby Girl Scott (Fernsehfilm)
- 1988–1989: Day by Day (Fernsehserie, 33 Folgen)
- 1990: Ein gesegnetes Team (Father Dowling Mysteries)
- 1994: Matlock (Fernsehserie, 1 Folge)
- 1995: If Someone Had Known (Fernsehfilm)
- 1995: Emergency Room – Die Notaufnahme (ER, Fernsehserie, 1 Folge)
- 1996: The Babysitter’s Seduction (Fernsehfilm)
- 1996: Ein Hauch von Himmel (Touched by an Angel, 1 Folge)

## Auszeichnungen
- Emmy
- 1978: Nominierung als Beste Nebendarstellerin in Lou Grant
- 1979: Nominierung als Beste Nebendarstellerin in Lou Grant
- 1980: Nominierung als Beste Nebendarstellerin in Lou Grant
- 1981: Nominierung als Beste Nebendarstellerin in Lou Grant
- 1982: Nominierung als Beste Nebendarstellerin in Lou Grant

- ; Golden Globes
- 1979: Auszeichnung als Beste Nebendarstellerin in Lou Grant
- 1980: Nominierung als Beste Nebendarstellerin in Lou Grant
- 1981: Nominierung als Beste Nebendarstellerin in Lou Grant